# Lampranthus glaucus
Lampranthus glaucus é uma espécie de planta com flor pertencente à família Aizoaceae. 
A autoridade científica da espécie é (L.) N.E.Br., tendo sido publicada em The Gardeners' Chronicle: a weekly illustrated journal of horticulture and allied subjects. ser. 3 87: 212. 1930.

## Portugal
Trata-se de uma espécie presente no território português, nomeadamente no Arquipélago dos Açores.
Em termos de naturalidade é introduzida na região atrás indicada.

## Protecção
Não se encontra protegida por legislação portuguesa ou da Comunidade Europeia.